# Vlad Țepeș, Călărași
Vlad Țepeș este satul de reședință al comunei cu același nume din județul Călărași, Muntenia, România.